# Bromeliagrion
Bromeliagrion – rodzaj ważek z rodziny łątkowatych (Coenagrionidae).
Należą do niego następujące gatunki:
- Bromeliagrion beebeanum
- Bromeliagrion fernandezianum
- Bromeliagrion rehni